# Берта Цагоурек
Берта Цагоурек (нім. Berta Zahourek, 3 січня 1896 — 14 червня 1967) — австрійська плавчиня.
Бронзова медалістка Олімпійських Ігор 1912 року.